# 小塔拉尼夫卡
48°39′38″N 37°30′15″E / 48.66056°N 37.50417°E
小塔拉尼夫卡（羅馬化：Malotaranivka）是烏克蘭東部頓涅茨克州克拉马托尔斯克区克拉马托尔斯克市镇内的市級鎮。始建於1850年，面積2.2平方公里，海拔高度78米，2001年人口1,489，人口密度每平方公里1,678人。分別距離克拉馬托爾斯克和頓涅茨克市中心約10（6.2英里）和75（47英里）。